# Museo Ártico y Antártico

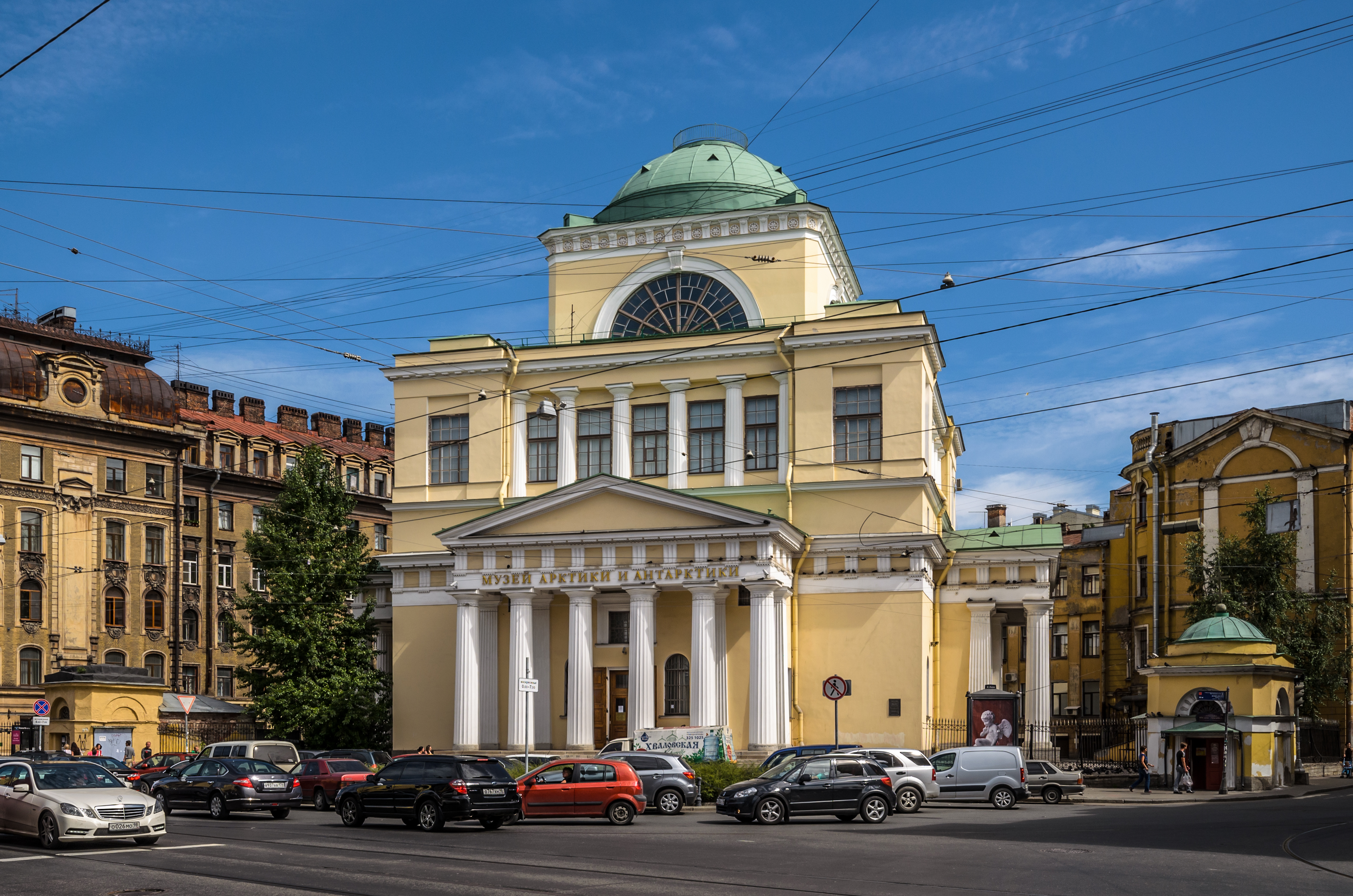
Edificio de Melnikov en la calle Marata cerca de la avenida Ligovsky.

El Museo Estatal Ruso del Ártico y la Antártida (en ruso: Российский государственный музей Арктики и Антарктики) es un museo en San Petersburgo, Rusia. Fue establecido en noviembre de 1930 como parte del Instituto de Investigación del Ártico y del Antártico, pero no se abrió hasta seis años después.
El museo está ubicado en la iglesia neoclásica de Avraam Melnikov desde 1820 sigue siendo el museo más grande dedicado a la exploración polar en el mundo. El actual director del museo es Victor Boyarsky.